# Room2012
I Room2012 sono un quartetto musicale tedesco nato nella seconda metà del 2007 in Germania dalla versione locale del format televisivo Popstars.

## Storia
Selezionati durante l'estate del 2007 da una giuria che comprendeva il famoso ballerino e coreografo Detlef Soost, la produttrice di musica techno Marusha, la cantante Nina Hagen e l'insegnante di canto Jane Comefrod, il gruppo viene formato il 6 dicembre 2007 ed è composto da Cristobal Galvez Moreno, Julian Kasprzik, Sascha Schmitz e Tialda van Slogteren. Il 14 dicembre dello stesso anno pubblicano il loro album di debutto, Elevator, e il primo singolo, Haunted, raggiungendo la top10 in Germania e altre più che buone posizioni in Austria e Svizzera. Per continuare la promoziona del loro album di debutto, verrà estratto il secondo singolo Naughty But Nice, e pubblicano poi il singolo natalizio Christmas Time.
Nel 2009 hanno annunciato la loro separazione, in favore delle loro carriere soliste.

## Discografia

### Album
| Anno | Informazioni                                                  | Classifiche | Classifiche | Classifiche | Classifiche | Vendite | Certificazioni IFPI |
| Anno | Informazioni                                                  | GER         | AUT         | SWI         | POL         | Vendite | Certificazioni IFPI |
| ---- | ------------------------------------------------------------- | ----------- | ----------- | ----------- | ----------- | ------- | ------------------- |
| 2007 | Elevator - Album di debutto - Pubblicato il: 14 dicembre 2007 | 7           | 4           | 17          | —           |         |                     |

### Singoli
| Anno | Singolo            | Classifiche | Classifiche | Classifiche | Classifiche | Album    |
| Anno | Singolo            | GER         | AUT         | SWI         | EUR         | Album    |
| ---- | ------------------ | ----------- | ----------- | ----------- | ----------- | -------- |
| 2007 | "Haunted"          | 10          | 21          | 23          | 37          | Elevator |
| 2008 | "Naughty But Nice" | 52          | -           | -           | -           | Elevator |
| 2008 | "Christmas Time"   | -           | -           | -           | -           |          |